# Tim Lips
Tim Cornelis Hendrik Lips (Made, 7 de octubre de 1985) es un jinete neerlandés que compitió en la modalidad de concurso completo.
Ganó una medalla de bronce en el Campeonato Mundial de Concurso Completo de 2014, en la prueba por equipos. Participó en tres Juegos Olímpicos de Verano, entre los años 2008 y 2016, ocupando el sexto lugar en Río de Janeiro 2016, en la misma prueba.

## Palmarés internacional
| Campeonato Mundial | Campeonato Mundial | Campeonato Mundial | Campeonato Mundial |
| Año                | Lugar              | Medalla            | Categoría          |
| ------------------ | ------------------ | ------------------ | ------------------ |
| 2014               | Caen (Francia)     | Medalla de bronce  | Por equipos        |